# Campanula specularioides
Campanula specularioides är en klockväxtart som beskrevs av Ernest Saint-Charles Cosson. Campanula specularioides ingår i släktet blåklockor, och familjen klockväxter. Inga underarter finns listade i Catalogue of Life.